# Стариков, Владимир Николаевич
Владимир Николаевич Стариков (15 января 1940 года, с. Зигановка, БАССР — 28 апреля 2007 года, Уфа) — советский российский физик. Доктор физико-математических наук (1988), профессор (1990). Действительный член Нью-Йоркской академии наук. Основные научные направления: математическое моделирование, информационные системы, новые информационные технологии в образовании.

## Основные работы
Автор более 170 научных публикаций и 1 изобретения.
- Об одной возможности экономии машинного времени при решении уравнения Лапласа методом Монте-Карло // Журн. вычисл. математики и мат. физики. — 1965. — Т.5 — № 5.
- Об использовании симметрии и других особенностей нейтронных траекторий для ускорения расчетов методом Монте-Карло // Журн. вычисл. математики и мат. физики. — 1968. — Т.8 — № 5.
- Об одной возможности моделирования диффузии теплового нейтрона // Атомная энергия. — 1972. — Т.33. — Вып. 5.
- Роль упругого и неупругого рассеяния нейтронов во взаимодействии с ядрами породообразующих элементов в системе скважина-пласт // Изв. АН СССР. Физика земли. — 1977. — № 2.
- Алгоритмы Монте-Карло в ядерной геофизике. — Новосибирск: Наука, 1985.
- Computer textbook on the Monte-Carlo metods. Computer Techno logies in Education. Proceedings of the international Conference on Computer Technologies in Education (ICCTE’93) Kiev, Ukraine, September 14-17, 1993. Kiev: 1993.
- Комплексная автоматизация технического вуза на примере УГАТУ. Информатизация образования: Межвуз. сб. науч. тр./ Под ред. В. Н. Врагова. — Новосибирск: Новосиб. ун-т, 1994.
- Автоматизированное проектирование в системе AutoCAD 13 (Учебное пособие. Разрешено к изданию Государственным комитетом Российской Федерации по высшему образованию), — Уфа: Уфимск. технол. ин-т сервиса, 1996.